# Tipula (Pterelachisus) strictura
Tipula (Pterelachisus) strictura is een tweevleugelige uit de familie langpootmuggen (Tipulidae). De soort komt voor in het Palearctisch gebied.